# Uhti
Uhti – wieś w Estonii, w prowincji Tartu, w gminie Ülenurme.
Znajduje się tu przystanek kolejowy Uhti, położony na linii Tartu – Koidula.